# 余松烈
余松烈（1921年3月13日—2016年4月20日），浙江慈溪人，中国作物育种学家，山东农业大学教授。1942年毕业于福建协和大学农学院。1997年当选为中国工程院院士。
长期从事小麦高产技术的研究与推广，贡献卓著。为中国小麦高产开辟了新途径。1976年，在山东滕县创出小麦平均亩产638公斤的记录。

## 履历
1921年3月13日，出生于浙江慈溪；
1942年6月，毕业于私立福建协和大学农学院农艺系，获农学学士学位；
1949年9月，辞去上海新农出版社经理职务，到山东大学农学院工作；
1953年，加入中国民主同盟；
1959年，培育出小麦新品种“山农1号”、“山农3号”；
1974年-1978年，主动到农村下放劳动锻炼，参与地方试验田增产攻关；
1976年，在山东滕县创造了小麦平均亩产638公斤的高产记录；
1978年，返校工作，任农学系主任和栽培生理研究所所长；
1979年，余松烈担任山东省小麦技术顾问团团长；
1980年，加入中国共产党；
1997年，当选中国工程院院士。
2016年4月20日，在山东泰安辞世。

## 轶事
- 1996年，在山东滕县创造了小麦平均亩产638公斤的高产记录20年之后，余松烈获得了滕县农民代表赠与的一枚金质勋章[2]；
- 2010年6月8日，已经90岁高龄的余松烈照例亲赴试验田查看收获情况，曾对实验人员说试验田的小麦亩产，有可能达到800公斤，希望突破亩产1000公斤纪录[5]；
- 2011年6月，余松烈赴试验田查看收获情况，当年因为气候因素，影响了小麦产量，余松烈表示，“亩产800公斤，是我最后的愿望[6]。”三年后，农业部组织中国农科院作物所等单位，在山东招远试验田使用余松烈创立的小麦宽幅精播高产栽培技术，实现了亩产达到817公斤，刷新山东省冬小麦亩产纪录[4]。